# Само (албум)
Само је трећи албум Стоје. Издат је 2000. године. Издавачка кућа је Grand Production, а продуцент Горан Ратковић Рале.

## Песме
1. Само
2. Све што сам имала
3. Заједно до краја
4. Све се окреће
5. Свака се грешка плаћа
6. Нек’ ти се плаче данима
7. Иза лажног осмеха
8. Тешко ми је, јер је љубав мржња постала